# Presen Rodríguez
Presen Rodríguez (Valenzuela) es una diseñadora de moda española. En 2004, fue galardonada con el Premio a la Mujer Empresaria otorgado por la Asociación de Empresarias y Profesionales de Valencia (EVAP).

## Trayectoria
Nació en Córdoba, donde comenzó a trabajar desde muy joven como costurera. A los 20 años emprendió su carrera empresarial al abrir su primer taller de moda. En la década de 1980 se trasladó a Valencia, donde consolidó su trayectoria en el ámbito del diseño de moda.
A partir de 1999, participó en el certamen Pasarela del Carmen, una iniciativa promovida por la ciudad de Valencia para apoyar la moda local. Posteriormente, formó parte de la Semana de la Moda de Valencia, que dio continuidad a ese evento. En 2012, presentó sus creaciones en la Semana de la Moda de París a través de Mediterrania Valencia Fashion Culture, una plataforma creada para dar visibilidad internacional al diseño valenciano.
En 2013, el Instituto Valenciano de Arte Moderno (IVAM) dedicó una exposición a su trabajo titulada Presen Rodríguez. Una instalación en blanco y negro. La muestra fue comisariada por el periodista especializado Carlos García Calvo. La muestra, concebida como un homenaje a su trayectoria, reunió doce diseños de distintas temporadas, incluidos algunos vestidos de novia, junto con dos proyecciones audiovisuales sobre su trayectoria. Todas las piezas expuestas compartían el uso exclusivo del blanco y negro, con el objetivo de centrar la atención en los aspectos formales del diseño, como el corte y la construcción de las prendas.
En 2016, participó en la iniciativa solidaria Diseños que cambian vidas, impulsada por la Fundación COSO Moda y la ONG Harambee con la colaboración de once diseñadoras valencianas. El proyecto tiene como objetivo recaudar fondos para que treinta mujeres africanas pudieran recibir formación en corte y confección en el centro rural Ilomba, en Costa de Marfil. En esa primera edición, la recaudación se llevó a cabo mediante un evento benéfico en el que se sortearon los diseños creados por las participantes. Desde entonces, Rodríguez ha seguido involucrada en la iniciativa como jurado de los diseños presentados.

## Reconocimientos
En 2004, Presen Rodríguez fue galardonada con el Premio a la Mujer Empresaria otorgado por la Asociación de Empresarias y Profesionales de Valencia (EVAP). que distingue anualmente  a mujeres referentes del ámbito económico nacional. En 2016, recibió el premio Mujer Comprometida concedido por el Arzobispado de Valencia en reconocimiento a su trayectoria profesional y su compromiso personal.